# Windia
「Windia」（ウィンディア）は、春奈るなの9枚目のシングル。2016年10月12日にSME Recordsから発売された。

## 概要
前作「Ripple Effect」から約4か月半ぶり、SME Records在籍時としては最後のシングルである。
販売形態は完全生産限定盤、初回生産限定盤、通常盤、期間生産限定盤の4種リリースで、 PS4/PS Vita『ソードアート・オンライン -ホロウ・リアリゼーション-』主題歌である「Windia」と、「Dynamic Dreamers」、春奈自身が作詞を手掛ける「サイレントカラーズ」のほか、初回生産限定盤と通常盤には「Windia」のインスツルメント、期間生産限定盤にはテレビサイズバージョンの計4曲が収録されている。
完全生産限定盤には2016年5月4日に赤坂BLIZで開催された「春奈るな LIVE 2016 "Ripple Effect"」から8曲分の映像が、初回生産限定盤には「Windia」のMusic Videoとそのメイキング映像、ロサンジェルスでのドキュメント映像が、期間生産限定盤には『ソードアート・オンライン -ホロウ・リアリゼーション-』ノンクレジットオープニング映像が収録されている。
曲に関しては、春奈自身が「とてもシリアスな曲ですね。「Windia」というタイトルは“風の吹く場所”という意味合いの造語なんですけど、その言葉通り、疾走感がありつつ、切なさを感じる曲になりました」、「聴いた瞬間に“この曲を絶対に歌いたい！”と思いました。編曲を担当してくださっているツカダタカシゲさんが、私の好きな『ボーイフレンド（仮）』というソーシャルゲームのキャラクターソングを手掛けている方だったので、曲の世界観にすぐに馴染むことができました」と語っている。

## 収録曲

### CD（完全生産限定盤、初回生産限定盤、通常版）
1. Windia [4:25]
  - 作詞：杉坂天汰、作曲：伊原シュウ、編曲：ツカダタカシゲ
  - PS4/PS Vita『ソードアート・オンライン -ホロウ・リアリゼーション-』主題歌
2. YuRaYuRa [4:08]
  - 作詞：春奈るな、Saku　作曲・編曲：Saku
3. 星空とラブストーリー [3:58]
  - 作詞・作曲・編曲：坂本昌也
4. Windia（Instrumental） [4:23]

### CD（期間生産限定盤）
1. Windia [4:25]
  - 作詞：杉坂天汰、作曲：伊原シュウ、編曲：ツカダタカシゲ
  - PS4/PS Vita『ソードアート・オンライン -ホロウ・リアリゼーション-』主題歌
2. YuRaYuRa [4:08]
  - 作詞：春奈るな、Saku　作曲・編曲：Saku
3. 星空とラブストーリー [3:58]
  - 作詞・作曲・編曲：坂本昌也
4. Windia（SAO Version） [1:37]

### BD（完全生産限定盤）
2016年5月4日赤坂BLIZで開催された「春奈るな LIVE 2016 "Ripple Effect"」から，次の歌が収録されている。
1. Overture 〜Starting Chime〜
2. アイヲウタエ
3. 狂想リフレイン
4. 空は高く風は歌う
5. Ripple Effect
6. Sweet Fantasy
7. 君色シグナル
8. Overfly
9. Startear

### DVD（初回生産限定盤）
1. Windia（Music Video）
2. The Making of "Windia"
3. The Angel Wings in Los Angeles

### DVD（期間生産限定盤）
1. 「ソードアート・オンライン ―ホロウ・リアリゼーション―」ノンクレジットオープニング映像

## 収録アルバム
| 曲名   | アルバム     | 発売日        |
| ------ | ------------ | ------------- |
| Windia | 『LUNARIUM』 | 2017年6月21日 |